# Charlie Hodge (hockeista su ghiaccio)
Charles Edward Hodge (Lachine, 28 luglio 1933 – Vancouver, 16 aprile 2016) è stato un hockeista su ghiaccio canadese di ruolo portiere che per tredici stagioni ha giocato nella National Hockey League, in particolare con i Montreal Canadiens.

## Carriera
Charlie Hodge crebbe da ragazzo nella Quebec Junior Hockey League disputando tre stagioni con i Montreal Jr. Canadiens, entrando per due volte nel First All-Star Team della lega. Nel 1953 esordì fra i professionisti giocando l'intera stagione con i Cincinnati Mohawks nella International Hockey League. Quell'anno i Mohawks conquistarono la Turner Cup mentre Hodge fu inserito nel Second All-Star Team.
Hodge esordì in National Hockey League nel 1954 con i Montreal Canadiens. Allora le formazioni della NHL potevano disporre di un solo portiere a gara e l'allora titolare dei Canadiens era uno dei portieri più forti della storia della lega, Jacques Plante. Per questo motivo Hodge fu schierato solo in poche occasioni di emergenza come sostituito. Nelle stagioni successive giocò da titolare in numerose leghe minori come l'American Hockey League, la Quebec Hockey League, la Western Hockey League e la Eastern Professional Hockey League.
Dopo la cessione di Plante nel 1962 Hodge ebbe l'opportunità di diventare il portiere titolare dei Canadiens. Durante quegli anni vinse per due volte il Vezina Trophy come portiere meno battuto nella stagione regolare, nel 1963–1964 da solo e nella stagione 1965-1966 insieme a Gump Worsley. Il nome di Hodge appare sulla Stanley Cup per sei volte tuttavia egli disputò effettivamente solo una finale nel 1965. Nel 1967 emerse il giovane Rogatien Vachon e in breve tempo soppiantò Hodge come portiere titolare dei Canadiens. Non trovando più spazio in squadra Hodge fu messo nella lista dei giocatori selezionabili in occasione dell'NHL Expansion Draft 1967 e venne selezionato dagli Oakland Seals.
Hodge giocò per tre stagioni a Oakland oltre a un breve prestito il Western Hockey League con i Vancouver Canucks. Nel 1970 fu selezionato nuovamente in un altro Expansion Draft proprio dai Vancouver Canucks. Dopo una sola stagione trascorsa alternandosi con George Gardner e Dunc Wilson Hodge decise nel 1971 di ritirarsi dall'hockey giocato.
Dopo il ritiro Hodge svolse per molti anni l'attività di scout per franchigie della NHL, in particolare con i Winnipeg Jets, i Pittsburgh Penguins con cui vinse due Stanley Cup consecutive e i Tampa Bay Lightning. Dopo il ritiro si stabilì a Vancouver, città dove morì nell'aprile del 2016 a 82 anni di età.

## Palmarès

### Club
- Stanley Cup: 6

Montréal: 1955-56, 1957-58, 1958-59, 1959-60, 1964-65, 1965-66
- Turner Cup: 1

Cincinnati: 1953-1954
- Lester Patrick Cup: 1

Vancouver: 1968-1969

### Individuale
- Vezina Trophy: 2

1963-1964, 1965-1966
- NHL Second All-Star Team: 2

1963-1964, 1964-1965
- NHL All-Star Game: 4

1965, 1966, 1967, 1968
- IHL Second All-Star Team: 1

1953-1954
- AHL Second All-Star Team: 1

1962-1963
- QHL First All-Star Team: 1

1957-1958
- QHL Second All-Star Team: 1

1954-1955
- QJHL First All-Star Team: 2

1951-1952, 1952-1953